# Grand Prix Jef Scherens 1973
La 9e édition du Grand Prix Jef Scherens a eu lieu le 16 septembre 1973. Elle a été remportée par le Néerlandais Jan van Katwijk.

## Classement final
Jan van Katwijk remporte la course en parcourant les 180 km en 4 h 22 min 0 s à la vitesse moyenne de 41,221 km/h.
| Classement final | Classement final      | Classement final | Classement final   | Classement final  |
|                  | Coureur               | Pays             | Équipe             | Temps             |
| ---------------- | --------------------- | ---------------- | ------------------ | ----------------- |
| 1er              | Jan van Katwijk       | Pays-Bas         | Ijsboerke-Bertin   | en 4 h 22 min 0 s |
| 2e               | Victor Van Schil      | Belgique         | Molteni            |                   |
| 3e               | Theo van der Leeuw    | Pays-Bas         | Canada Dry-Gazelle |                   |
| 4e               | Louis Verreydt        | Belgique         | Ijsboerke-Bertin   |                   |
| 5e               | Jean-Pierre Berckmans | Belgique         | Rokado             |                   |
| 6e               | Joseph Bruyère        | Belgique         | Molteni            |                   |
| 7e               | Roger Kindt           | Belgique         | Watney-Maes        |                   |
| 8e               | Antoine Houbrechts    | Belgique         | Rokado             |                   |
| 9e               | Edward Janssens       | Belgique         | Molteni            |                   |
| 10e              | Joseph Spruyt         | Belgique         | Molteni            |                   |
| modifier         |                       |                  |                    |                   |